# Енки
Енки је сумерски бог воде, знања (gestú), заната (gašam) и стварања (nudimmud) и један од Анунакија. Касније је био познат као Еа или Ае у акадској (асирско-вавилонској) религији, а неки научници га поистовећују са Иа у хананској религији. Име је преведено као Аос у грчким изворима (нпр. Дамаскије).
Првобитно је био бог заштитник града Еридуа, али се касније утицај његовог култа проширио широм Месопотамије и на Ханане, Хете и Хурите. Повезиван је са јужним појасом сазвежђа званим звезде Еа, али и са сазвежђем AŠ-IKU, Пољем (сазвежђе Пегаз). Почевши од другог миленијума пре нове ере, понекад се у писаној форми помињао нумеричким идеограмом за „40“, повремено називан његовим „светим бројем“. Планета Меркур, повезана са вавилонским Набуом (Мардуковим сином) је, у сумерско доба, идентификована са Енкијем, као и звезда Канопус.
Многи митови о Енкију сакупљени су са разних локација, од јужног Ирака до левантинске обале. Он се помиње у најранијим сачуваним клинописним натписима широм региона и био је истакнут од трећег миленијума до хеленистичког периода. Велики број митова који су везани за њега покупљени су са различитих локација. Енки је описан у Енума Елиш, досада најстаријем познатом тексту који је писан клинастим писмом. Постоји веровање да су многи митови о њему имали велики утицај на многе библијске приче.

## Атрибути
Енки је бог мудрости, креатор света као и свих магија које служе само за добробит човека и богова који затраже помоћ од њега. Енки је господар Абзу слатководног подземног мора које се налази у унутрашњости земље. Енки је господар подземља, он управља оплодњом, он је господар воде и сперме. Према веровању Енки је поклонио људима дар краљевања.
Енки се често показује са рогатом круном на глави, обучен у кожу шарана. Његови симболи су коза и риба. У астрологији његова планета је Меркур. Енки је унук Абзу док је његова мајка богиња праисторијске креативности Наму.

## Описивање
Енки је сматран богом живота и често је био приказиван са две водене струје које му излазе из рамена и обе представљају Тигар и Еуфрат. Поред њега су два дрвета која представљају мушки и женски аспект природе. Енки је бог који никада не лаже и када бива преварен он није будала. Енки својом магијом помаже другима.

## Даље читање
- Jacobsen, Thorkild (1976). Treasures of Darkness; A History of Mesopotamian Religion. Yale University Press. ISBN 0-300-02291-3.
- Kramer, S.N.; Maier, J.R. (1989). Myths of Enki, the Crafty God. Oxford University Press. ISBN 0-19-505502-0.
- Galter, H.D. (1983). Der Gott Ea/Enki in der akkadischen Überlieferung: eine Bestandsaufnahme des vorhandenen Materials. Verlag für die Technische Universität Graz. ISBN 3-7041-9018-7.